# 悲しみよこんにちは (麻丘めぐみの曲)
「悲しみよこんにちは」（かなしみよこんにちは）は、麻丘めぐみの通算2枚目のシングル。1972年10月5日発売。発売元はビクター音楽産業（現在のビクターエンタテインメント）。

## 解説
- 前作「芽ばえ」と同じく、作詞:千家和也、作曲:筒美京平による作品である。

## 収録曲
- 全曲作詞：千家和也／作曲：筒美京平／編曲：高田弘

1. 悲しみよこんにちは
2. もしかしたら

## 収録作品
- 麻丘めぐみBOX 72-77
- GOLDEN☆BEST 麻丘めぐみ